# 吉永一明
吉永 一明（よしなが かずあき、1968年3月17日 - ）は、福岡県北九州市出身のサッカー指導者。

## 来歴
中学生からサッカーを始め、福岡県立八幡中央高校2年時に県大会準優勝を経験。福岡大学卒業後に三菱養和のコーチに就任。アビスパ福岡・清水エスパルスでの指導を経て、2007年からサガン鳥栖のコーチ兼育成部統括、08年は育成部統括兼U-18監督、2004年にJFA 公認S級コーチのライセンスを取得した。2009年より山梨学院大学附属高校(現・山梨学院高校)サッカー部ヘッドコーチに就任。
同校の第88回全国高校サッカー選手権初出場初優勝に実質監督として貢献し、2010年度より監督に就任。
2016年よりヴァンフォーレ甲府のコーチに就任した。
2017年からアルビレックス新潟シンガポール（以下「新潟S」）の監督に就任した。
2018年シーズン終了後、新潟Sの監督退任と、アルビレックス新潟アカデミーダイレクター就任が発表された。2019年4月より監督に就任した。なお、新潟Sの監督経験者が新潟の監督に就任するのは吉永が初である。
2019年を持って契約満了により新潟の監督を退任、2020年から新潟U-18の監督に就任した。2020年4月からはアカデミーダイレクターも兼任する。
2021年4月1日、アルビレックス新潟シンガポールのテクニカルダイレクターに就任。2021年シーズンのシンガポールプレミアリーグ終了後の10月26日、2022年シーズンの監督に就任することが発表された。
2024年7月、アルビレックス新潟シンガポールと双方合意の上で監督の契約を解除することとなった。
2025年シーズンは中国甲級リーグに所属するShaanxi union FCのアカデミーヘッドコーチ兼アシスタントダイレクターに就任することが発表された。

## 選手経歴
- 北九州市立香月中学校[1]
- 福岡県立八幡中央高等学校[1]
- 福岡大学[1]

## 指導経歴
- 1990年4月 - 1994年 三菱養和サッカースクールコーチ[1]
- 1995年 - 2004年 福岡ブルックス/アビスパ福岡
  - 1995年 U-12、U-15コーチ[1]
  - 1996年 - 1999年 U-15監督[1]
  - 2000年 U-18監督 (兼サテライトコーチ)[1]
  - 2003年 普及担当コーチ[1]
  - 2004年 管理強化部育成統括[1]
- 2003年 - 2005年 日本サッカー協会ナショナルトレセンコーチ九州担当[1]
- 2005年 - 2006年 清水エスパルス
  - 2005年 コーチ兼サテライト監督[1]
  - 2006年 ヘッドコーチ[1]
- 2007年 - 2008年 サガン鳥栖
  - 2007年 コーチ兼育成部統括[1]
  - 2008年 育成部統括兼U-18監督[1]
- 2009年 - 2015年 山梨学院大学附属高等学校サッカー部
  - 2009年 ヘッドコーチ[1]
  - 2010年 - 2015年 監督[1]
- 2016年  ヴァンフォーレ甲府 トップチームコーチ[1]
- 2017年 - 2018年 アルビレックス新潟シンガポール 監督
- 2019年 - 2021年 アルビレックス新潟
  - 2019年 - 同年4月 アカデミーダイレクター
  - 2019年4月 - 11月 トップチーム 監督
  - 2020年 - 2021年3月 U-18 監督
  - 2020年4月 - 2021年3月 アカデミーダイレクター
- 2021年 - 2024年7月 アルビレックス新潟シンガポール
  - 2021年4月 - 同年12月 テクニカルダイレクター
  - 2022年 - 2024年7月 トップチーム監督
- 2025年2月 - Shaanxi union FCアカデミーヘッドコーチ兼アシスタントダイレクター

## タイトル

### クラブ
アルビレックス新潟シンガポール
- シンガポールプレミアリーグ：4回 (2017、2018、2022、2023)
- シンガポール・カップ：2回 (2017、2018)
- シンガポール・リーグカップ：1回 (2017)
- シンガポール・チャリティーシールド：3回 (2017、2018、2023)

### 個人
- シンガポールプレミアリーグ最優秀監督賞：4回 (2017、2018、2022、2023)

## 著書
- 『異色の指導者』竹書房、2021年。